# 母の日
母の日（ははのひ、英語：Mother's Day）は、日頃の母の苦労をねぎらい、母への感謝を表す日。アメリカはアン・ジャービス (Ann Jarvis) の教会追悼以来毎年5月の第2日曜日に祝い、スペインは毎年5月第1日曜日、北欧スウェーデンは毎年5月最終日曜日、など起源や日付は国ごとに異なる。

## 起源

### アイルランドとイギリス
「マザリングサンデイ」は移動祝日で、キリスト教暦で復活祭の3週間前にあたるレント（四旬節）期間の第4日曜日に祝す。17世紀以来、奉公中の子供が教会で母親と面会などする。

### アメリカ合衆国

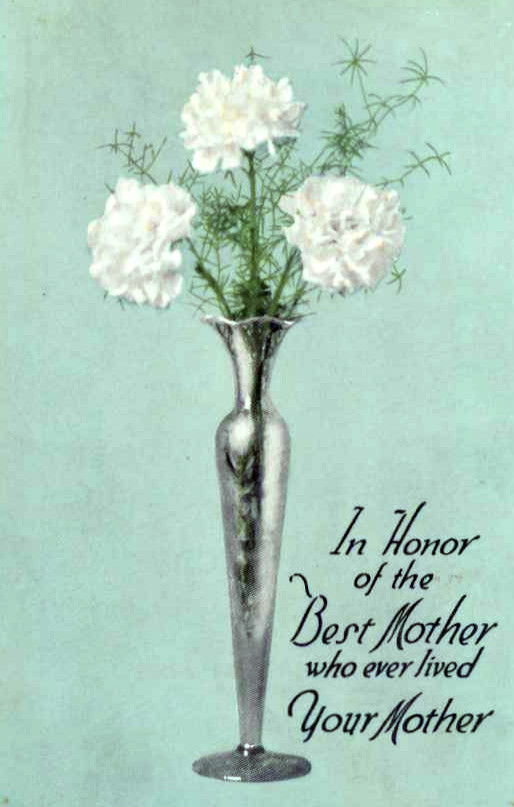
1916年、アメリカ・ノーザン・パシフィック鉄道による母の日のポストカード

アメリカ合衆国では南北戦争終結直後の1870年、女性参政権運動家ジュリア・ウォード・ハウが、夫や子どもを戦場に送ることを今後絶対に拒否する目的で「母の日宣言」(Mother's Day Proclamation) を発した。ハウは、南北戦争中にウェストバージニア州で「母の仕事の日」(Mother's Work Days) と称して敵味方問わず負傷兵の衛生状態を改善するために地域の女性を結束させたアン・ジャービスの活動に着想したが、普及せずに定着しなかった。
ジャービス他界2年後の1907年5月12日に娘のアンナ・ジャービス (Anna Jarvis) は、母親が日曜学校の教師を務めた教会で記念会を催して白いカーネーションを贈り、以後アメリカでの母の日の起源とされる。
アンナの想いに感動した人々は母親を忘れない日の大切さを認識し、1908年5月10日に同教会で470人の生徒と母親達が集まり最初の「母の日」を祝った。アンナは参加者全員に母親が好んだ白いカーネーションを手渡し、白いカーネーションが母の日のシンボルとなった。アンナは友人らに「母の日」を設けて国中で祝うことを提案した。
1914年に「母の日」はアメリカの記念日になり、毎年5月の第2日曜日と定められた。

### オーストラリア
オーストラリアでは、毎年5月第2日曜日が母の日である。母の日の贈答習慣は1924年、シドニーのライカート (Leichhardt) に住むジャネット･ヘイデン (Mrs Janet Heyden) が始めた。
ジャネットはニューイントン (Newington, Victoria) の州立女性老人ホームを訪ねて多くの孤独で"忘れられた母"たちに出会い、彼女らを喜ばせるために地元の学校や企業の協力をとりつけ、贈り物を贈ることにした。以後毎年、彼女は贈り物の習慣の規模を少しずつ大きくして、地元企業や市長にも協力を取り付けた。以来、母の日の贈り物の習慣は商業化された。
母の日の時期に開花して見頃になるクリサンセマム（chrysanthemum, キク属）は語尾から "mum" と俗称され、母親の "mum" と発音が重複することから母の日に菊花を贈る習慣や、近年は上着の折り襟にキクの生花を挿してピンで留めたり菊花を模した襟章 (lapel pin) を飾る男性なども散見される。

### 日本

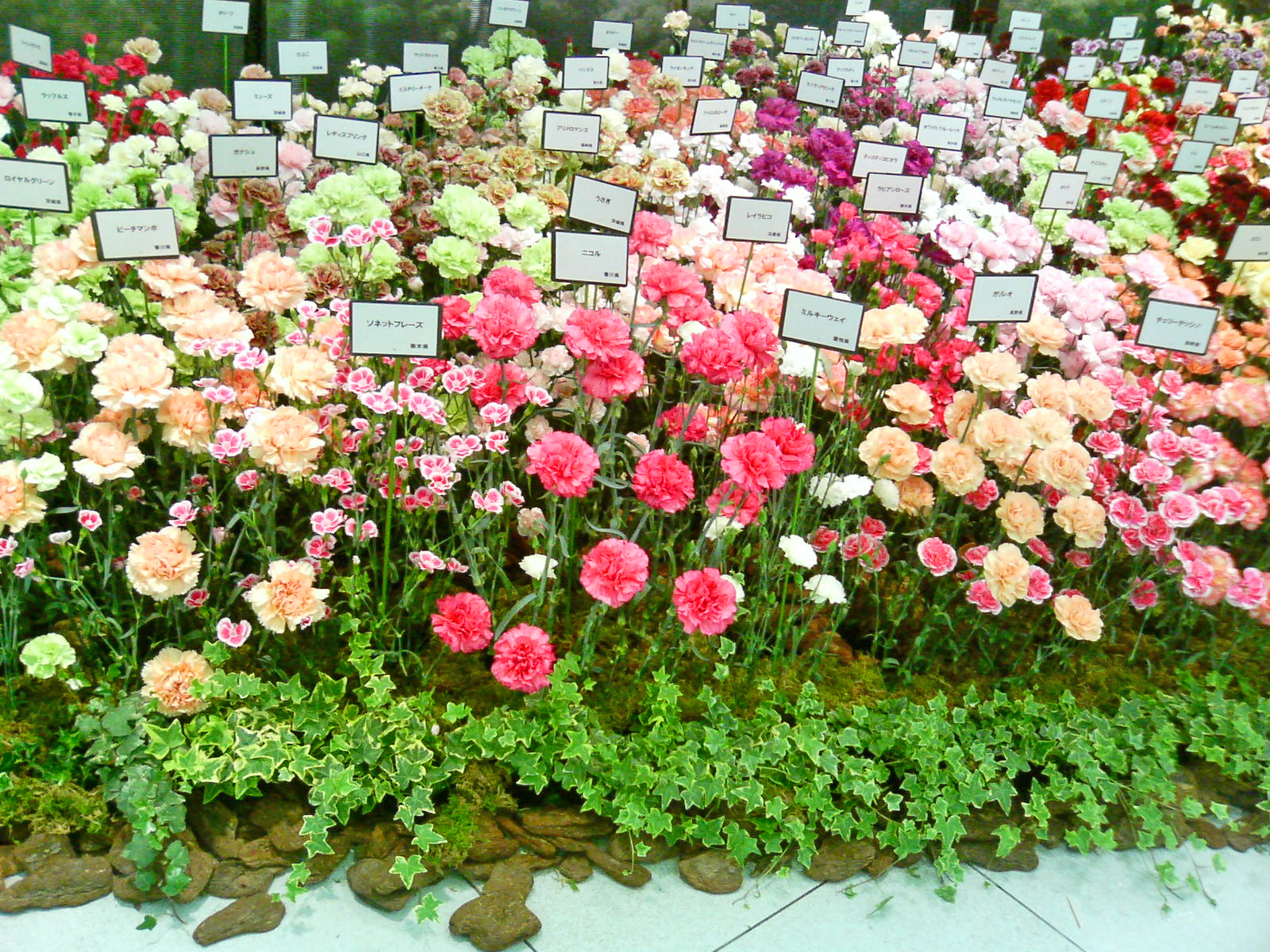
母の日ギフト用にディスプレイされたカーネーションのさまざまな品種（2009年 東京銀座にて）

大日本連合婦人会が1931年（昭和6年）に結成された。その際、同組織は皇后（香淳皇后）の誕生日である毎年3月6日（地久節）を「母の日」としたが、普及しなかった。
1932年5月8日（第2日曜日）には、東京市や全国母の会などの共催で「母の日」大会が日比谷公会堂で開催されたが、その背景には毎年5月の第2日曜日にカーネーションを贈るという米国流の母の日を日本に普及させることに取り組んだ青山学院関係者の働きかけがあった。
1937年（昭和12年）5月8日に、第1回「森永母の日大会」（森永母を讃へる会主催、母の日中央委員会協賛）が豊島園で開催され、1949年（昭和24年）ごろからアメリカに倣って5月の第2日曜日に催された。
母の日に母親が健在の場合は赤色、鬼籍に入っている場合は白色、それぞれのカーネーションを贈る習慣が広く知られる。新卒の社会人は時期的に初任給の支給と重なるので、初任給でプレゼントを購入することも多い。
毎年5月5日のこどもの日は、国民の祝日に関する法律第2条で「こどもの人格を重んじ、こどもの幸福をはかるとともに、母に感謝すること」を趣旨と定む。

## 世界の「母の日」の日付
| 日取り             | 採用国 |
| ------------------ | --- |
| 02月第2日曜日      | ノルウェー |
| 0シュバット月30日  | イスラエル |
| 03月3日(上巳)      | ジョージア |
| 03月8日            | ラオス、 ボスニア・ヘルツェゴビナ、 セルビア、 スロベニア、 北マケドニア、 アルバニア、 ブルガリア、 ベトナム |
| 0四旬節の第4日曜日 | イギリス、 アイルランド （Mothering Sunday ） |
| 03月21日(春分ごろ) | バーレーン、 エジプト、 レバノン、 シリア、 パレスチナ、 ヨルダン、 クウェート、 アラブ首長国連邦、 イエメン、 オマーン、 サウジアラビア、 カタール、 リビア、 モロッコ |
| 04月7日            | アルメニア |
| 05月第1日曜日      | ハンガリー、 リトアニア、 ポルトガル、 スペイン、 ルーマニア、 南アフリカ共和国 |
| 05月8日            | 韓国（両親の日）、 アルバニア（両親の日） |
| 05月第2日曜日      | 日本、 アメリカ合衆国、 オーストリア、 カナダ、 香港、 台湾、 オーストラリア、 オランダ、 ドイツ、 イタリア、 南アフリカ共和国、 シンガポール、 ニュージーランド、 ペルー、 フィリピン、 ベルギー、 ブラジル、 チリ、 コロンビア、 キューバ、 デンマーク、 エクアドル、 プエルトリコ、 スイス、 チェコ、 リヒテンシュタイン、 ウルグアイ、 中国、 ウクライナ、 マレーシア、 ボツワナ |
| 05月10日           | メキシコ、 エルサルバドル、 グアテマラ |
| 05月15日           | パラグアイ |
| 05月26日           | ポーランド |
| 05月30日           | ニカラグア |
| 05月最終日曜日     | アルジェリア、 フランス、 ハイチ、 スウェーデン、 チュニジア、 ドミニカ共和国 |
| 08月12日           | タイ（シリキット王妃誕生日） |
| 08月15日           | コスタリカ |
| 10月第3日曜日      | アルゼンチン |
| 11月16日           | 北朝鮮 |
| 11月最終日曜日     | ロシア |
| 12月22日           | インドネシア |

## 「母の日」呼称

### インド・ヨーロッパ語族

#### ゲルマン語派
- ノルウェー語: Morsdag
- デンマーク語: Mors dag
- スウェーデン語: Mors dag（同上）
- ドイツ語: (Der) Muttertag
- オランダ語: Moederdag
- 英語: Mother's Day

#### ロマンス諸語
- スペイン語: Día de la Madre
- ポルトガル語: (O) Dia das Mães
- フランス語: (La) Fête des mères
- イタリア語: (La) Festa della mamma
- ルーマニア語: Ziua mamelor

#### スラヴ語派
- ロシア語: День матери (den' materi)
- ウクライナ語: День матері (den' materi)
- ベラルーシ語: Дзень маці (dzjen' maci)
- ブルガリア語: Ден на майката (den na maikata)
- セルビア語: Дан мајки (dan majki)
- ポーランド語: Dzień Matki
- チェコ語: Den matek

#### バルト語派
- リトアニア語: Motinos diena

### ウラル語族
- エストニア語: Emadepäev
- フィンランド語: Äitienpäivä
- ハンガリー語: Anyák napja

### バスク語族
- バスク語: Amaren Eguna

### アジア諸語
- 朝鮮語: 어머니날 (Eomeoninal)
- 繁体字中国語: 母親節 注音符号：ㄇㄨˇ ㄑㄧㄣ ㄐㄧㄝˊ   台湾語：白話字: Bú-chhin-chiat  台羅: Bú-tshin-tsiat
- 簡体字中国語: 母亲节 (Mǔqīnjié)